# Gotra philippinensis
Gotra philippinensis is een insect uit de familie van de gewone sluipwespen (Ichneumonidae). De wetenschappelijke naam van de soort werd in 1904 gepubliceerd door William Harris Ashmead.